# Саманта (сериал)
Саманта (на испански: Samantha) е венецуелска теленовела, състояща се от общо 120 епизода, която се излъчва през 1998 година. Излъчва се по телевизията Веневисион.

## Актьорски състав
- Саманта дел Ляно – Алисия Мачадо (Alicia Machado)
- Луис Алберто Арангурен – Алехандро Мартинес (Alejandro Martinez)
- Райса Ринкон Лузардо – Ноели Артеага (Nohely Arteaga)
- Аркадио (Мауте) Гуанипа – Даниел Алварадо (Daniel Alvarado)
- Бецайда Мартинес – Милена Сантандер (Milena Santander)
- Салвадор Идалго – Висенте Тепедино (Vicente Tepedino)
- Александър Ернандес – Джонатан Монтенегро (Jonathan Montenegro)
- Лоренсо/Мартин дел Ляно – Мартин Лантигуа (Martín Lantigua)
- Дон Валдемар Ринкон – Густаво Родригес (Gustavo Rodríguez)
- Елена де Арангурен – Елисабет Моралес (Elizabeth Morales)
- Алба Лухан де Арангурен – Ева Бланко (Eva Blanco)
- Лавидия Лузардо – Айде Балса (Haydée Balza)
- Доня Теодора Тореалба – Марта Оливо (Martha Olivo)
- Хертрудес – Джудит Васкес (Judith Vásquez)
- Весталия Лузардо – Олга Енрикес (Olga Henríquez)
- Макарена – Джени Ногера (Jenny Noguera)
- Кристина – Джанин Барбоза (Janín Barboza)
- Артуро Идалго – Франсиско Ферари (Francisco Ferrari)
- Росендо – Хулио Капоте (Julio Capote)
- Блек Джек – Антинио Мачуча (Antonio Machuca)
- Рамон Деметрио Калсадия – Карл Хофман (Karl Hoffman)
- Пантоя – Карлос Оманя (Carlos Omaña)
- Тирсо Гевара – Маурисио Рентерия (Mauricio Rentería)
- Родолфо Виялобос – Хорхе Аравена (Jorge Aravena)
- Анабела – Даниела Баскопе (Daniela Bascopé)
- Сарита – Патрисия Оливерос (Patricia Oliveros)
- Дамарис – Патрисия Тофоли (Patricia Toffoli)
- Самуел Касанова – Карлос Ареаса (Carlos Arreaza)
- Падре Лино – Маурисио Гонсалес (Mauricio González)
- Чичара/ Мария дел Росарио Мата – Елайза Хил (Elaiza Gil)
- Дебора Маркано Родригес – Соня Виямисар (Sonia Villamizar)
- Паскуал Родригес – Аитор Гавирия (Aitor Gaviria)
- Хорхе – Хосе Луис Сулета (José Luis Zuleta)
- Лаура дел Ляно – Ана Масимо (Ana Massimo)
- Хуана – Уинда Пиералт (Winda Pierralt)

## В България
В България теленовелата се излъчва през 1999 г. по Диема +, Диема 2 и Александра ТВ. Ролите се озвучават от Таня Димитрова, Даниела Йорданова, Илиян Пенев, Красимир Куцупаров и Борис Чернев.